# Hespérides (fartyg)
BIO Hespérides, A-33 (spanska: Buque de Investigación Oceanográfica Hespérides), är ett spanskt forsknings- och polarfartyg. Hon byggdes 1990 av Empresa Nacional Bazán de Construcciones Navales Militares S.A. i Cartagena i Spanien. Hespérides används som försörjningsfartyg för forskningsbaser i Antarktis, framför allt den spanska Forskningsstationen Juan Carlos I samt för forskningsexpeditioner. Hon sköts av Spaniens flotta, medan Consejo Superior de Investigaciones Científicas ansvarar för forskningsarbetet.
Hespérides är klassad av Lloyd's Register of Shipping som isklass 1C. Hon kan segla genom 0,5 meter tjock is i 5 knops fart. Hon medför en helikopter.
Åren 2003–2004 genomgick hon en omfattande renovering, bland annat en förstärkning av skrovet.